# Sainte-Marguerite (Vosges)
Sainte-Marguerite is een gemeente in het Franse departement Vosges in de regio Grand Est. De gemeente maakt deel uit van het arrondissement Saint-Dié-des-Vosges en sinds 22 maart 2015 van het kanton Saint-Dié-des-Vosges-2. Daarvoor viel Sainte-Marguerite (Vosges) onder het op die dag opgeheven kanton Saint-Dié-des-Vosges-Est.

## Geografie
De oppervlakte van Sainte-Marguerite bedraagt 5,6 km², de bevolkingsdichtheid is 412,7 inwoners per km².
De onderstaande kaart toont de ligging van Sainte-Marguerite (Vosges) met de belangrijkste infrastructuur en aangrenzende gemeenten.

## Demografie
Onderstaande figuur toont het verloop van het inwonertal (bron: INSEE-tellingen).
Ban-de-Laveline · Bertrimoutier · Le Beulay · Coinches · Combrimont · La Croix-aux-Mines · Entre-deux-Eaux · Frapelle · Gemaingoutte · La Grande-Fosse · Lesseux · Lubine · Lusse · Mandray · Nayemont-les-Fosses · Neuvillers-sur-Fave · Pair-et-Grandrupt · La Petite-Fosse · Provenchères-et-Colroy · Raves · Remomeix · Saint-Dié-des-Vosges (deels) · Saint-Léonard · Sainte-Marguerite · Saulcy-sur-Meurthe · Wisembach
1. ↑  Populations de référence 2022.